# Bomang'ombe
Bomang'ombe è una circoscrizione (ward) della Tanzania situata nel distretto di Hai, regione del Kilimangiaro. Conta una popolazione di 17 883 abitanti (censimento 2022).